# عمر الناجم
عمر الناجم، لاعب كرة قدم سعودي يلعب حالياً في نادي النهضة.

## مسيرة اللاعب
لعب في نادي القادسية ونادي البكيرية ونادي النهضة.